# 에드바르 뭉크
에드바르트 뭉크(노르웨이어: Edvard Munch, 1863년 12월 12일 ~ 1944년 1월 23일)는 노르웨이 출신의 표현주의 화가이자 판화 작가이다. 노르웨이에서는 국민적인 화가이다. 그의 초상이 1,000 크로네 지폐에도 그려져 있다.
처음에는 신(新)인상파의 영향을 받아 점묘의 수법을 사용하여 삶과 죽음에의 극적이고 내면적인 그림을 그렸다. 1892년 베를린으로 이주, 그곳의 미술 협회에 출품했다.
작품으로 <절규>, <병든 소녀> 등이 있다.
생과 죽음의 문제 그리고 인간 존재의 근원에 존재하는 고독, 질투, 불안 등을 응시하는 인물을, 인물화를 통해 표현했다. 표현주의적인 화풍의 화가로 알려져 있다.
스웨덴-노르웨이 로이텐에서 태어났으며, 아버지는 빈민가에 사는 의사였다. 그 빈민가의 절실한 생활은 그의 마음에 새겨졌으며, 어릴 때에 어머니는 결핵으로 사별하고, 이어 누나까지 사망하였다. 죽음과 병에 대한 환각(망상)은 그에게 마음의 벽을 쌓게 했다. 그는 파리에서 인상파의 영향을 받음으로써 색채를 강하게 바꾸어 그리는 화법을 구사하였다. 1892년에는 베를린 미술협회에 초청되어 대량의 작품을 출품했으나 그 이질적인 표현으로 공격을 받고, 다시 개인전을 개최하였다.

## 절규
1. ↑  호 이다